# Porto Alegre
Porto Alegre è la capitale e la città più grande dello stato brasiliano del Rio Grande do Sul. La sua popolazione di 1.488.252 abitanti (2020) la rende la dodicesima città più popolosa del paese e il centro della quinta area metropolitana più grande del Brasile, con 4.405.760 abitanti (2010). La città è la capitale più meridionale di uno stato brasiliano. Statisticamente fa parte della mesoregione Metropolitana de Porto Alegre e della microregione di Porto Alegre.
Fondata con il nome di Porto dos Casais nel 1742 da coloni provenienti dalle Isole Azzorre, nel 1807 divenne capitale dello Stato, fu popolata da immigrati soprattutto tedeschi nel XIX secolo ed italiani all'inizio del XX secolo.
La città si trova sulla sponda orientale del Lago Guaíba, dove cinque fiumi convergono per formare la Lagoa dos Patos, una gigantesca laguna d'acqua dolce navigabile. Questa confluenza di cinque fiumi è diventato un importante scalo portuale nonché un importante centro industriale e commerciale del Brasile.
Principale centro artistico e culturale del Brasile meridionale, Porto Alegre è sede di due università (una Federale ed una cattolica), e di importanti istituti di ricerca. È stata sede di quattro delle prime cinque edizioni del Forum sociale mondiale (2001-2002-2003 e 2005). La città è diventata famosa per essere stata la prima città ad aver implementato il bilancio partecipativo. La IX Assemblea del Consiglio ecumenico delle chiese si è tenuta a Porto Alegre nel 2006. Dal 2000, Porto Alegre ospita anche uno dei più grandi eventi mondiali di software libero, chiamato FISL.
Benché il suo porto non possa ospitare che piccole navi, il commercio è assai attivo, numerose anche le industrie, con particolare attenzione agli stabilimenti chimici, metallurgici, tessili, alimentari, meccanici, di materiale da costruzione, del legno e del caucciù.
La città è stata una delle città ospitanti sia per la Coppa del Mondo FIFA 1950 sia per la Coppa del Mondo FIFA 2014.

## Geografia fisica
Porto Alegre si estende su una serie di colline sulla sponda sinistra dell'estuario del Rio Guaíba, all’estremità nord-orientale della Lagoa dos Patos.

## Clima
| Porto Alegre        | Mesi | Mesi | Mesi | Mesi | Mesi | Mesi | Mesi | Mesi | Mesi | Mesi | Mesi | Mesi | Stagioni | Stagioni | Stagioni | Stagioni | Anno  |
| Porto Alegre        | Gen  | Feb  | Mar  | Apr  | Mag  | Giu  | Lug  | Ago  | Set  | Ott  | Nov  | Dic  | Inv      | Pri      | Est      | Aut      | Anno  |
| ------------------- | ---- | ---- | ---- | ---- | ---- | ---- | ---- | ---- | ---- | ---- | ---- | ---- | -------- | -------- | -------- | -------- | ----- |
| T. max. media (°C)  | 29,6 | 28,5 | 26,2 | 23,1 | 20,1 | 19,2 | 19,3 | 20,8 | 23,2 | 25,7 | 28,1 | 26,3 | 28,1     | 23,1     | 19,8     | 25,7     | 24,2  |
| T. min. media (°C)  | 20,1 | 19,5 | 17,4 | 14,1 | 11,5 | 10,3 | 10,6 | 11,8 | 13,2 | 15,4 | 17,4 | 16,9 | 18,8     | 14,3     | 10,9     | 15,3     | 14,9  |
| Precipitazioni (mm) | 109  | 116  | 114  | 101  | 107  | 134  | 130  | 128  | 137  | 115  | 101  | 105  | 330      | 322      | 392      | 353      | 1 397 |

## Storia

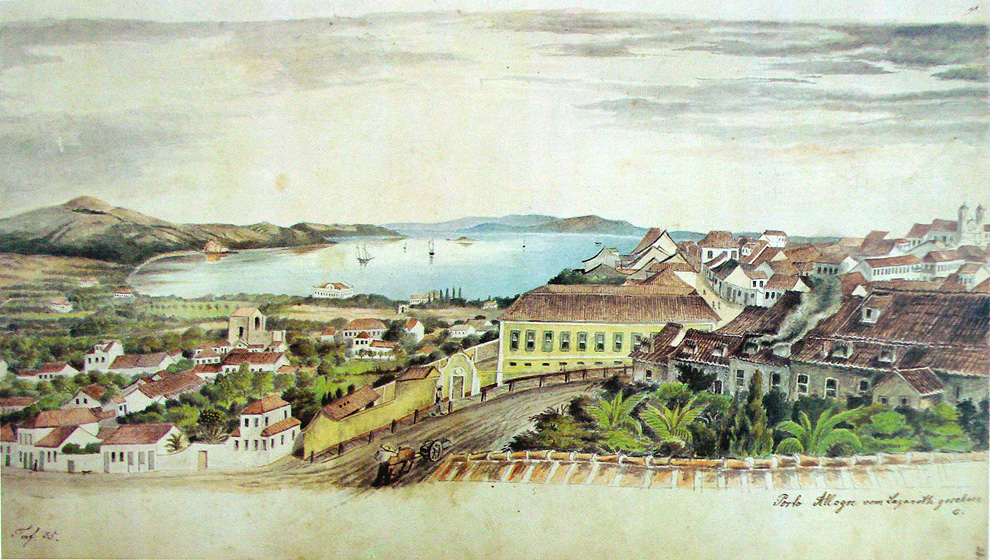
Veduta di Porto Alegre del 1852.

Il primo nome dell'attuale città di Porto Alegre fu quello di "Porto de Viamão", risalente al secolo XVIII. Siccome ancora non esisteva un centro urbano, i latifondisti della regione utilizzavano il fiume Guaíba come mezzo di comunicazione con Rio Grande e Rio Pardo. La regione, allora conosciuta come "Campos de Viamão, era un distretto di Laguna (nello Stato di Santa Catarina. Il porto era conosciuto come Porto de Viamão.
Nel 1740 l'area fu ceduta al portoghese Jerônimo de Ornelas, che era nato nell'isola di Madeira ma viveva lì dal 1732; dal suo nome derivò la nuova denominazione del porto, "Porto de Dorneles". Secondo lo storico Walter Spalding il suddetto porto si trovava presso la foce di un fiumiciattolo, dove attualmente sorge il Ponte di Pietra, di fronte al Monumento agli Azzorriani.
In questo stesso periodo il governo portoghese favorì l'immigrazione di coppie azzorriane nella regione, per risolvere due problemi: il primo era la sovrappopolazione delle Isole Azzorre e il secondo era quello di affermare la dominazione portoghese nel Sud del Brasile, regione minacciata dalle colonie spagnole del sud e est del Sudamerica. Così, nel 1752 arrivò a Porto de Dorneles la prima ondata di coppie dalle Azzorre, che supportò le coppie che arrivarono successivamente per stabilisi in altre regioni dello Stato di Rio Grande do Sul. La città iniziò così ad essere conosciuta come Porto dos Casais (che in portoghese significa appunto "Porto delle Coppie").

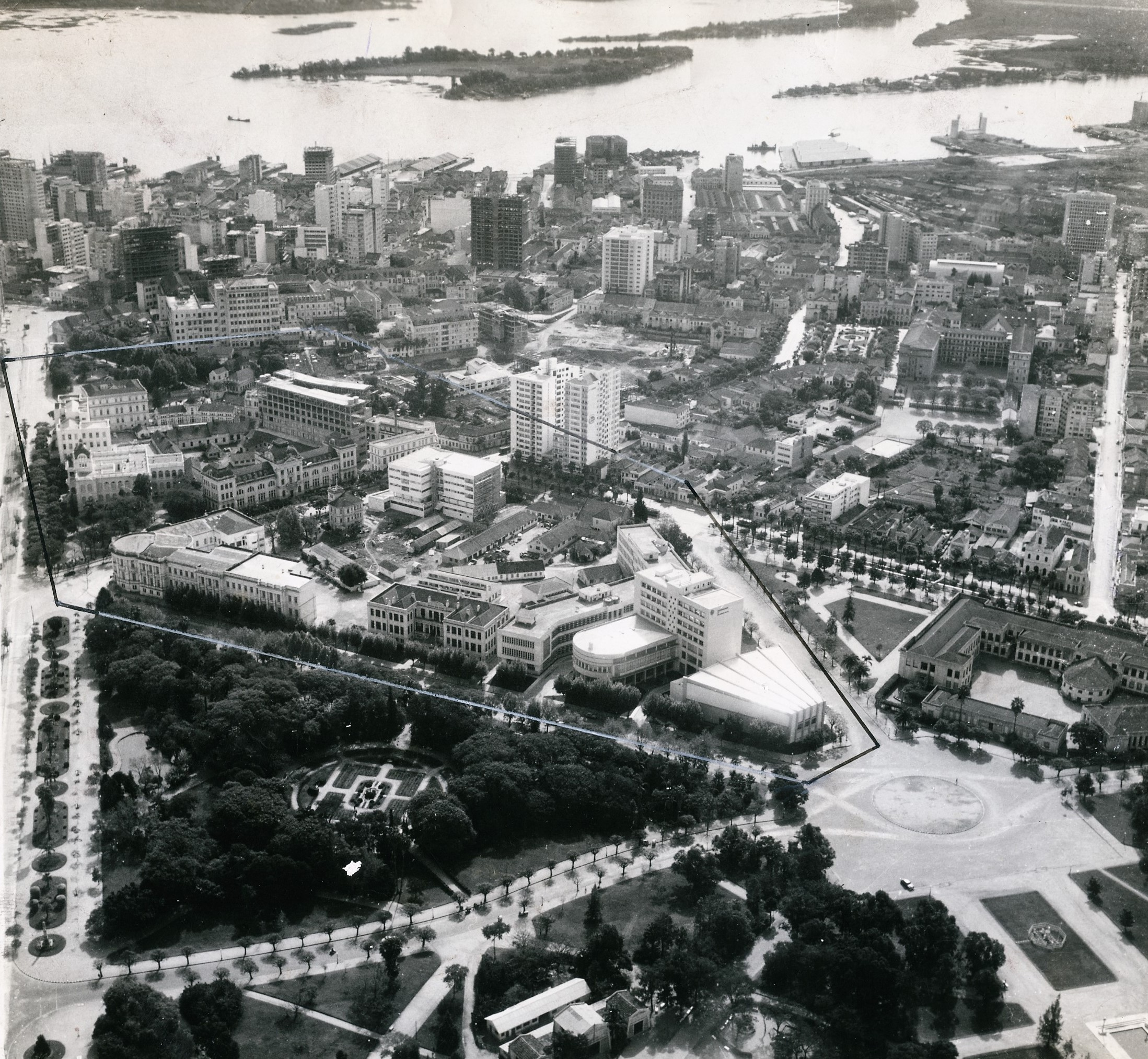
Veduta aerea di Porto Alegre del 1961.

Nel 1763, in seguito all'invasione spagnola della città di Rio Grande, allora capitale dello Stato, la sede del governo fu trasferita a Viamão, città adiacente a Porto dos Casais. Per lo sviluppo del porto e la sua posizione strategica sulle rive del fiume Guaíba, il governatore dell'epoca, José Marcelino de Figueredo prese la decisione di trasferire la capitale da Viamão a Porto dos Casais, nel 1773, cambiando in questa occasione il nome della città in Porto Alegre. L'antica colonia azzorriana si trasformò, oltre che in centro amministrativo, anche in area militare. Palizzate di legno furono erette intorno alla città, nel lato opposto del fiume, vicino alla Santa Casa di Misericordia di Porto Alegre, costruita nel 1803. Le strette strade della Porto Alegre coloniale furono progettate come un labirinto, con chiari intenti difensivi.
Il 14 novembre 1821 l'imperatore Pedro I la proclamò "città"; in quel momento Porto Alegre contava 12.000 abitanti.
Nel 1835 iniziò nel Rio Grande do Sul una delle maggiori guerre che sconvolsero il Brasile: la Rivoluzione Farroupilha. Pur essendo fortificata, Porto Alegre fu invasa, e l'anno dopo fu riconquistata dalle truppe imperiali. A partire da quel momento, la città subì tre interminabili assedi, fino al 1838. Proprio per la resistenza a questi assedi Don Pedro II diede alla città il titolo di "Leale e valorosa".

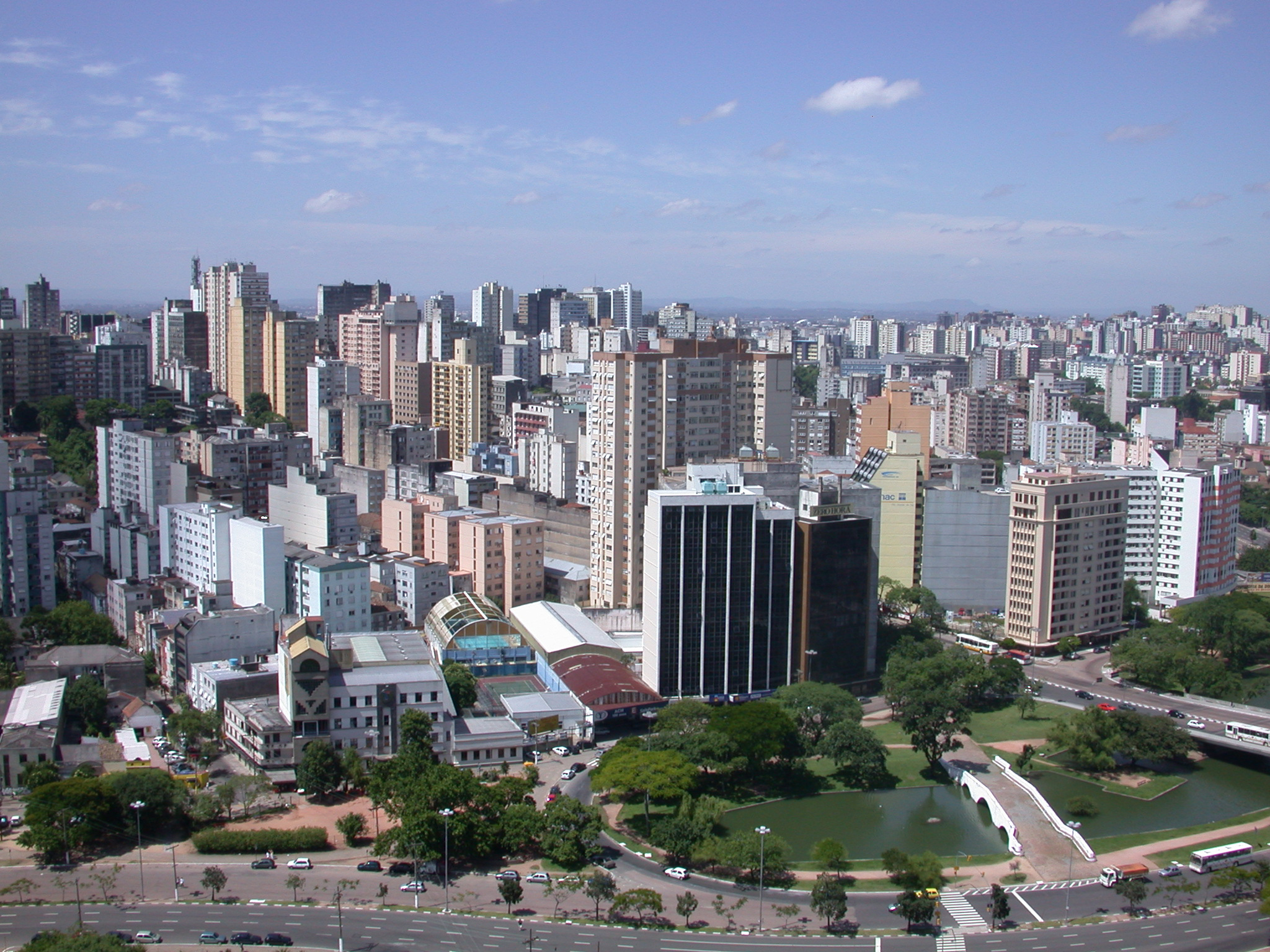
Veduta del centro di Porto Alegre.

La guerra non impedì la costruzione del primo Mercato Pubblico, che organizzò il commercio nelle aree centrali. Nonostante l'aumento della popolazione di quel tempo, il territorio della città si espanse solo a partire dal 1845, quando furono demolite le mura che circondavano la città. Già nella prima metà del XIX secolo Porto Alegre aveva iniziato ad essere interessata dall'arrivo di numerosi immigrati, principalmente tedeschi; sarà tuttavia nella seconda metà del secolo che la composizione etnica subirà un radicale cambiamento grazie all'arrivo di migliaia di coloni europei, per lo più italiani. Grazie all'arrivo degli immigrati Porto Alegre iniziò ad ingrandirsi, mentre l'economia cittadina grazie all'apertura di ristoranti, alberghi, piccole fabbriche, fornaci, distillerie e diversi stabilimenti commerciali, attraversò una fase di crescita. A queste due prime ondate migratorie, le più importanti della storia cittadina, faranno seguito nei decenni successivi l'arrivo di portoghesi, spagnoli, ebrei, polacchi, russi, ucraini e arabi.
Nel periodo che va dal 1865 al 1870 la guerra del Paraguay trasformò Porto Alegre nella città più vicina al teatro delle operazioni. La città ricevette sovvenzioni dal governo centrale, oltre al servizio telegrafico, nuovi cantieri, caserme, miglioramenti dell'area portuale e la costruzione del primo piano del nuovo Mercato Pubblico. Nel 1872 le prime linee di tram fecero la loro comparsa in città.
Nel 1884 Porto Alegre liberò i suoi schiavi, quattro anni prima dell'emanazione della Legge Aurea. Tra la fine del secolo XIX e l'inizio del secolo XX, periodo in cui la città già contava circa 70.000 abitanti, furono realizzati grandi miglioramenti, come l'impianto dell'elettricità, la creazione di una rete fognaria, il trasporto elettrico, la rete idrica, gli ospitali, l'ambulanza, la rete telefonica e le industrie. Furono create inoltre le prime facoltà universitarie: Farmacia e Chimica nel 1895, Ingegneria nel 1896, Medicina nel 1898 e Diritto nel 1900.
Nel 2001, e per tre anni consecutivi, fu la sede del primo Forum sociale mondiale. 
Tra la fine di aprile e l'inizio di maggio 2024 la città è stata devastata da una violenta alluvione che ha colpito gran parte del Rio Grande do Sul.

## Monumenti e luoghi d'interesse

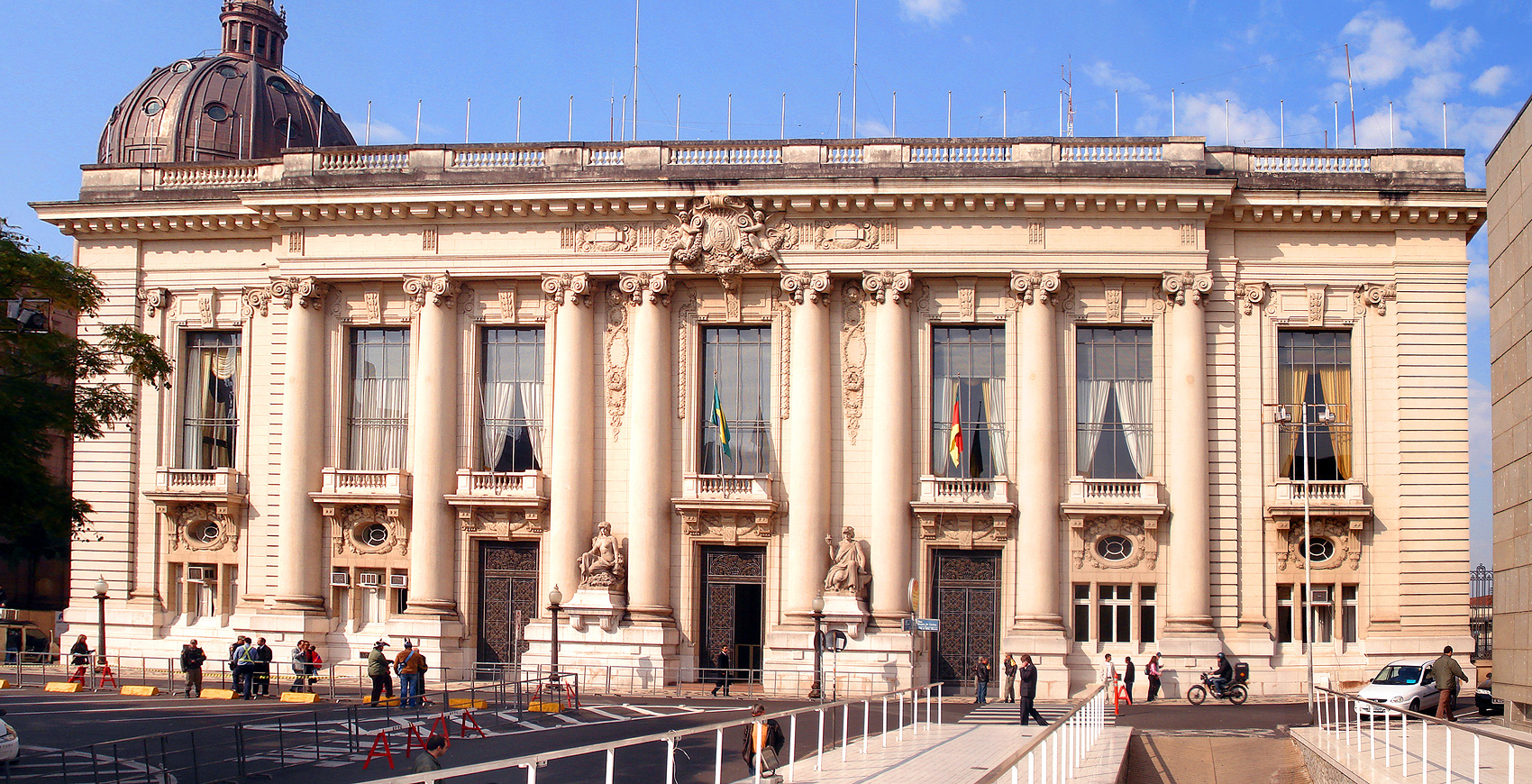
Palazzo Piratini

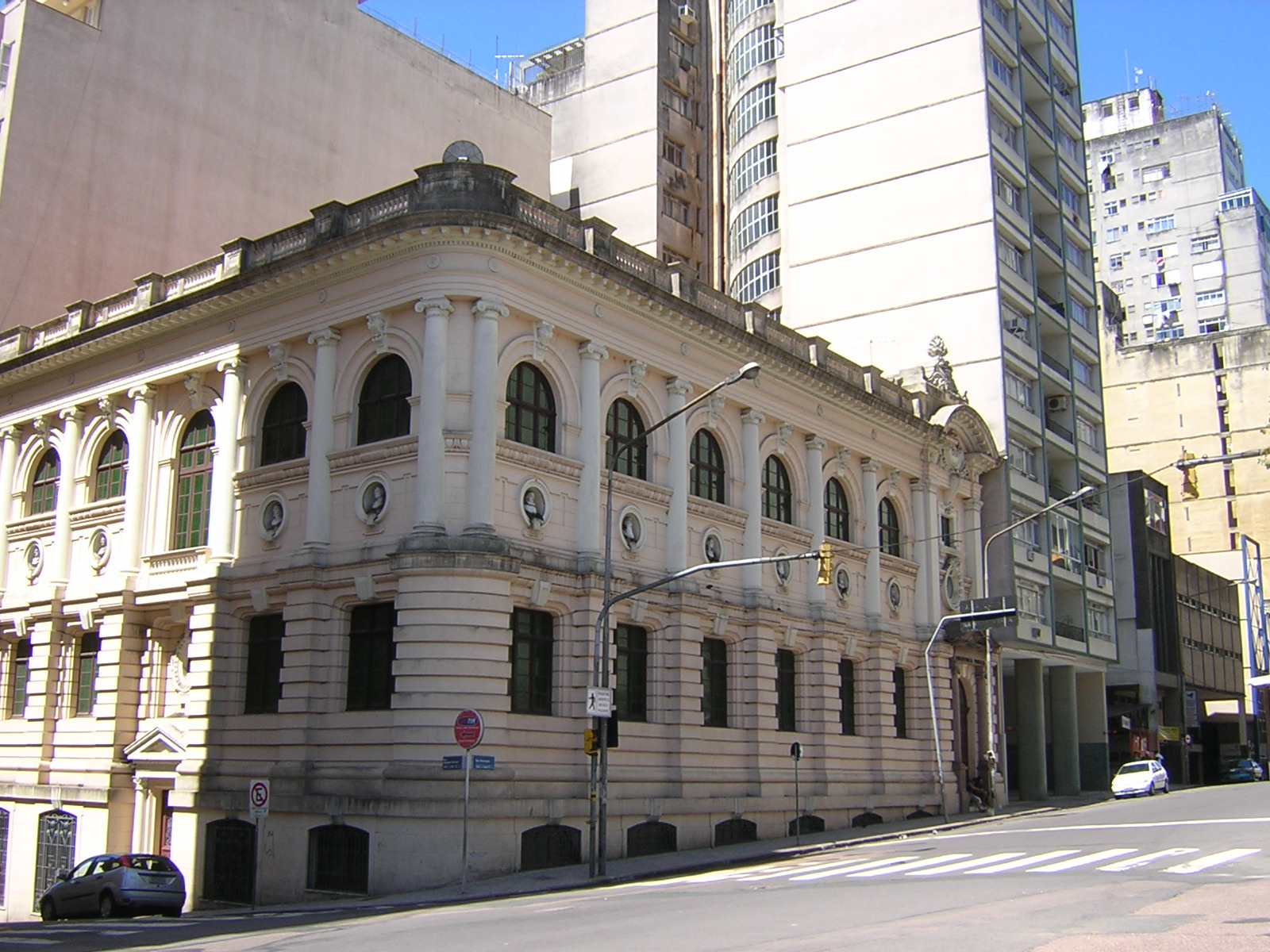
Biblioteca di Porto Alegre

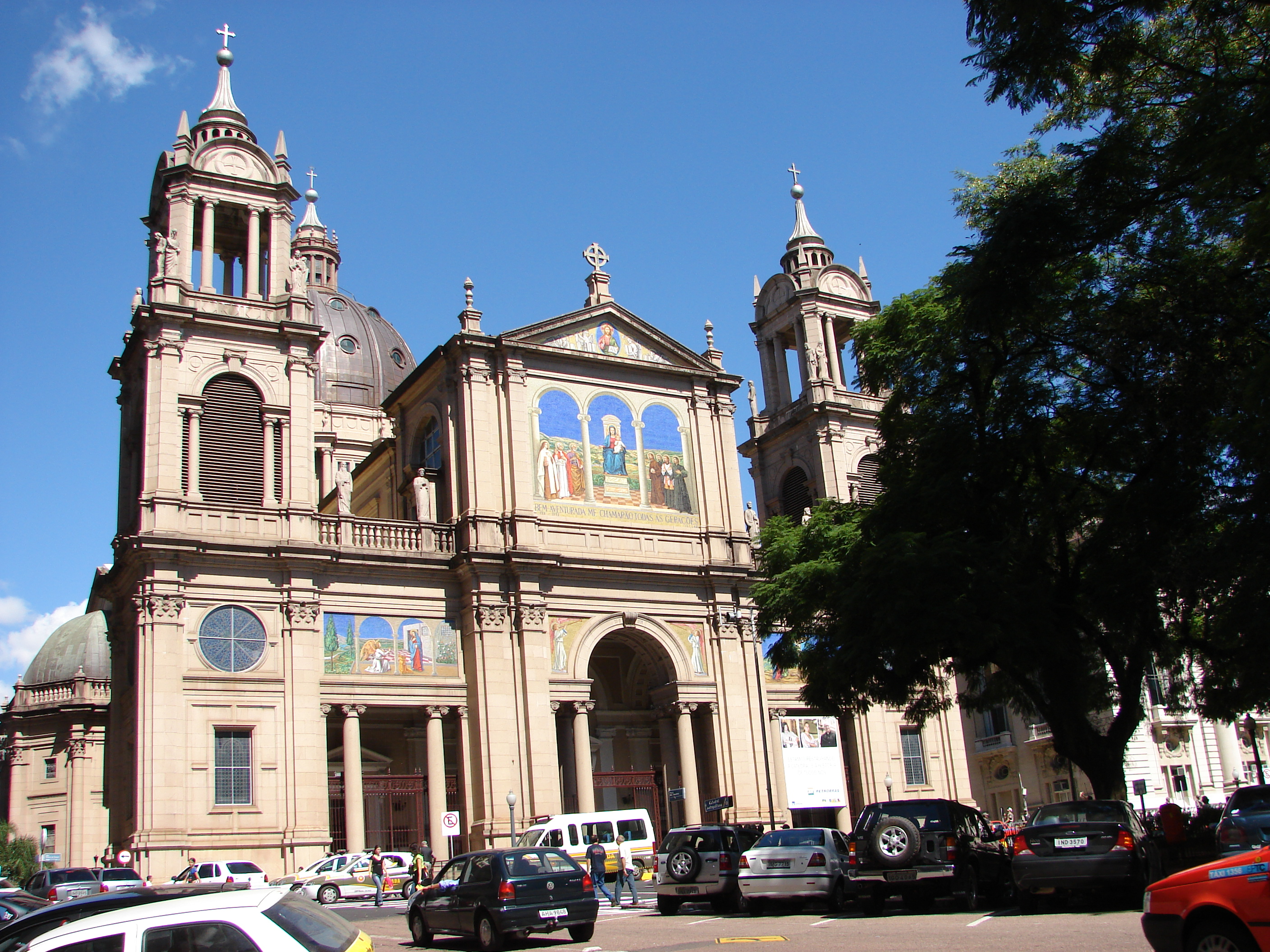
La Cattedrale metropolitana di Porto Alegre

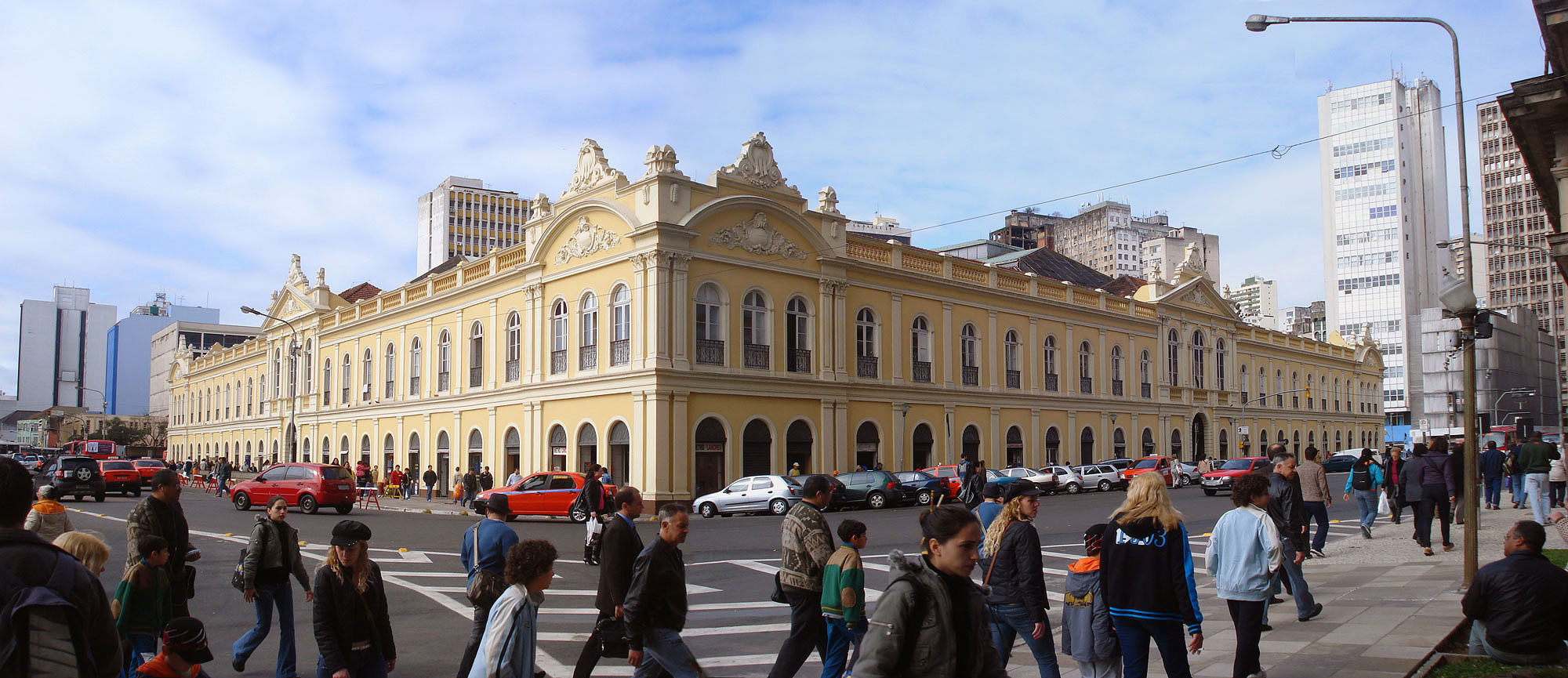
Porto Alegre: Mercato pubblico

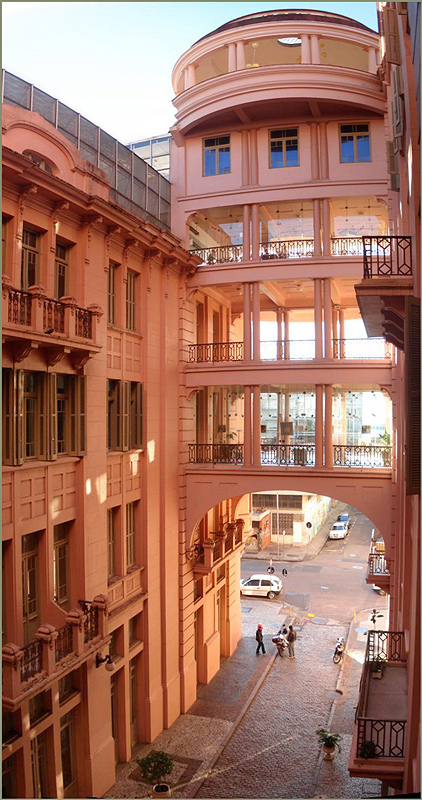
Porto Alegre:Casa della cultura Mario Quintana

Porto Alegre è la sesta porta di entrata di turisti stranieri in Brasile. Attualmente il comune di Porto Alegre sta investendo in una linea di autobus che fa il giro turistico della città, in funzionamento dal gennaio del 2003 e che ha già avuto più di 180 000 visitanti. L'autobus della linea ha due piani, il superiore è aperto. Il percorso ha una durata di 80 minuti ed una lunghezza di 28 km, con delle guide specializzate e un sistema audio in tre lingue: portoghese, inglese e spagnolo.
- Chiesa di Nostra Signora dei Naviganti
- Cattedrale metropolitana di Porto Alegre
- Palazzo Piratini
- Basilica Minore di Nostra Signora dei Dolori
- Municipio di Porto Alegre
- Edificio Guaspari
- Edificio Ely
- Edificio União
- Parque Farroupilha
- Parque Marinha do Brasil
- Brique da Redenção
- Praça da Alfândega
- Praça da Matriz
- Parque Moinhos de Vento
- Estância da Harmonia
- Praia de Ipanema
- Usina do Gasômetro
- MARGS
- Santander Cultural
- Casa de Cultura Mario Quintana
- Fundação Iberê Camargo
- Porto da Cidade
- Chalé da Praça XV
- Mercado Público
- Auditório Araújo Viana
- Biblioteca Pública
- Hidráulica Moinhos de Vento
- Estátua do Laçador
- Planetário
- Morro Santa Teresa
- Santa Casa de Misericórdia

## Società
Secondo il censimento IBGE del 2010, vi erano 1.365.039 persone residenti nella città di Porto Alegre. Il censimento ha suddiviso la popolazione nelle seguenti percentuali: 1.116.659 bianchi (79,2%), 143.890 neri (10,2%), 141.411 Pardo (multirazziali) (10%), 4.062 asiatici (0,3%), 3.308 amerindi (0,2%). [57] Nel 2010, la città di Porto Alegre era la decima città più popolosa del Brasile. Nel 2010, la città contava 269.519 coppie di sesso opposto e 1.401 coppie dello stesso sesso. La popolazione di Porto Alegre era composta per il 53,6% da donne e per il 46,4% da uomini.
La popolazione di Porto Alegre è composta principalmente da brasiliani di origine europea. La sua colonizzazione iniziò a metà del XVIII secolo, principalmente con l'arrivo di coloni portoghesi dalle Isole Azzorre. Dal 1748 al 1756, 2.300 azzorrani furono inviati nella regione dal re del Portogallo per proteggere il Brasile meridionale dalle invasioni straniere. Questi coloni, per lo più coppie sposate, fondarono la città di Porto dos Casais (tradotto letteralmente "porto delle coppie"), oggi Porto Alegre. Nel 1775, il 55% della popolazione del Rio Grande do Sul era di origine portoghese delle Azzorre. Porto Alegre era composta principalmente da Azzorre e dai loro schiavi africani fino alla prima metà del XIX secolo.
I primi non portoghesi a stabilirsi nel Rio Grande do Sul furono immigrati tedeschi. Nel 1824 i primi immigrati dalla Germania arrivarono a Porto Alegre, ma furono inviati in quella che oggi è la città di São Leopoldo, a 28 km a nord. Dal 1824 al 1914 arrivarono nel Rio Grande do Sul 50.000 tedeschi. La maggior parte di questi coloni aveva come prima destinazione le comunità rurali nelle campagne dello Stato. Il grande esodo rurale in Brasile all'inizio del XX secolo ha portato molti discendenti tedeschi a Porto Alegre e, oggigiorno, costituiscono un'ampia percentuale della popolazione.
Il secondo gruppo più numeroso di immigrati arrivati a Porto Alegre sono stati gli italiani. Cominciarono ad immigrare in Brasile nel 1875, principalmente dal Veneto. Come i tedeschi, anche gli italiani furono inviati per la prima volta nelle comunità rurali, principalmente nella regione della Serra Gaúcha. Dopo alcuni decenni, molti di loro iniziarono a migrare verso altre parti del Rio Grande do Sul, tra cui Porto Alegre. In città si registrano altre comunità provenienti da regioni e continenti differenti, come gli spagnoli, giunti in massa dopo la fine della guerra civile, i polacchi, gli ucraini, gli ebrei, gli arabi di Palestina, Libano e Siria, giapponesi. Secondo uno studio genetico del DNA autosomico del 2011, la composizione ancestrale della popolazione di Porto Alegre è: 77,70% europei, 12,70% africani e 9,60% nativi americani.

### Evoluzione demografica

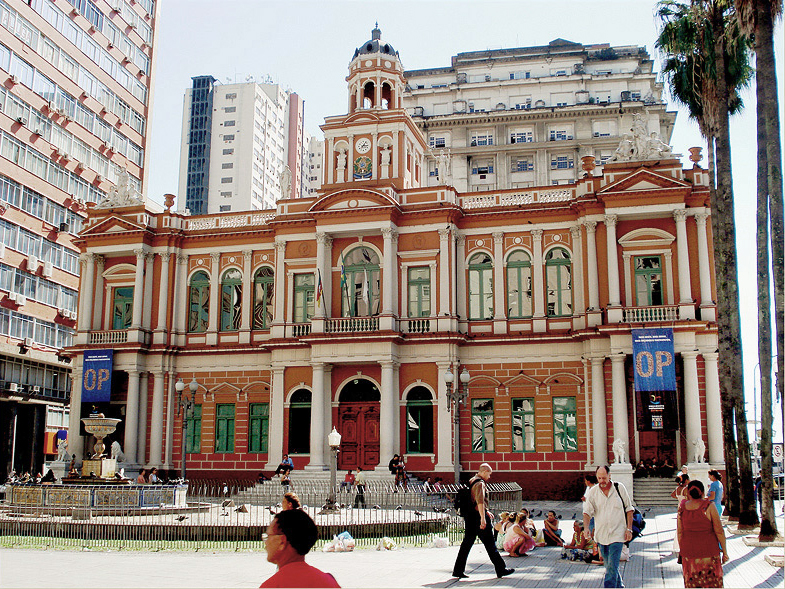
Municipio di Porto Alegre

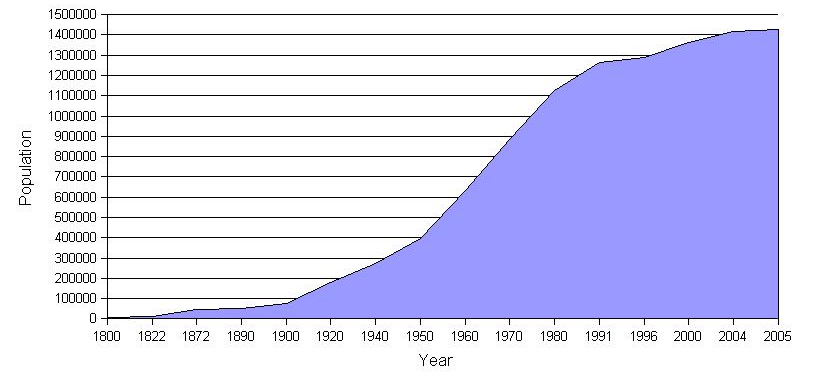
Diagramma dell'evoluzione della popolazione di Porto Alegre dal 1800

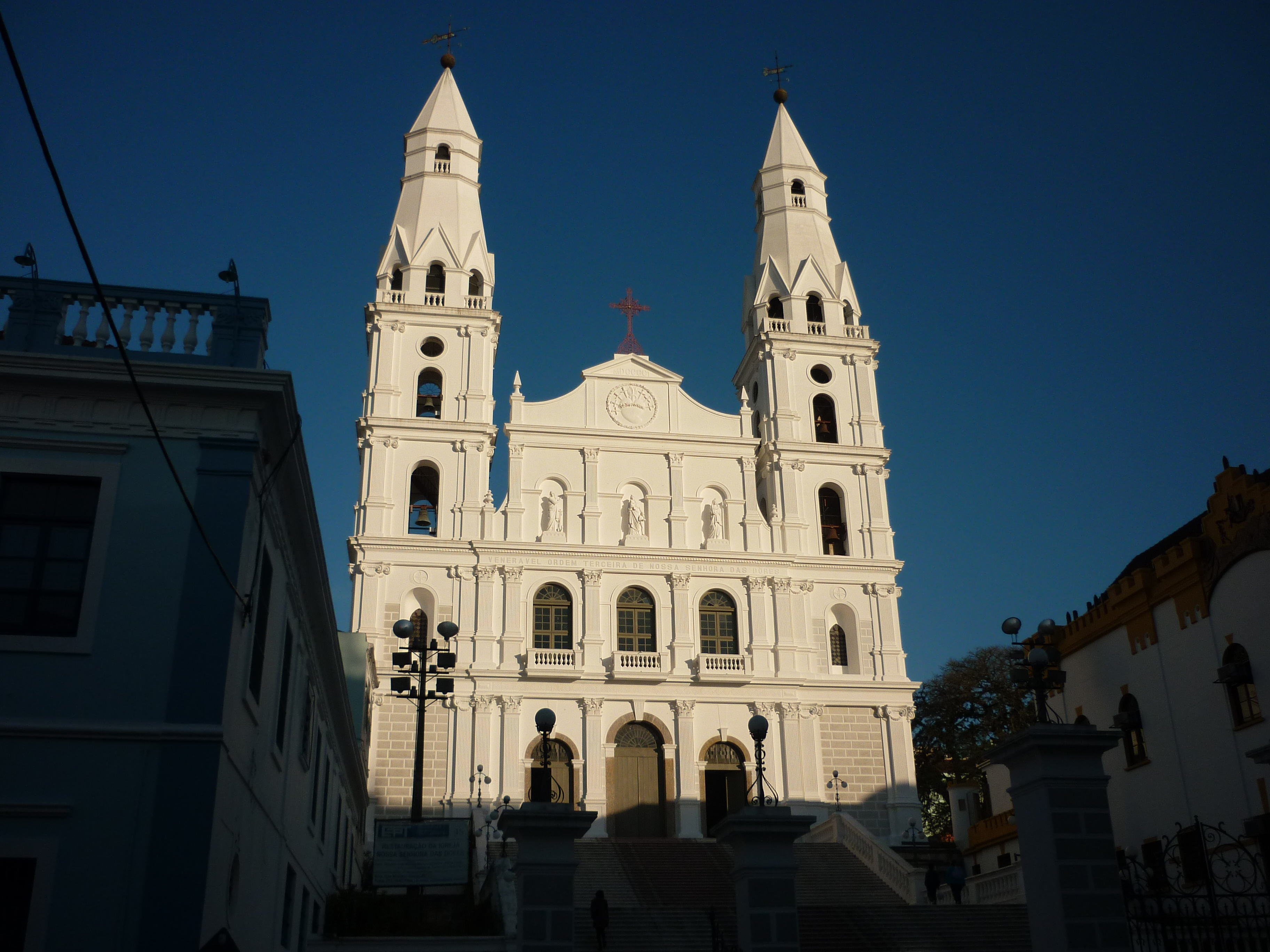
Facciata della Chiesa di Nostra Signora dei Dolori

- ~1800: 6.000;
- 1822: 12.000;
- 1872: 43.998 (IBGE);
- 1890: 52.421 (IBGE);
- 1900: 73.647 (IBGE);
- 1920: 179.263 (IBGE);
- 1940: 272.232 (IBGE);
- 1950: 394.151 (IBGE);
- 1960: 635.125 (IBGE);
- 1970: 885.545 (IBGE);
- 1980: 1.125.477 (IBGE);
- 1991: 1.263.403 (IBGE);
- 1996: 1.286.879 (IBGE);
- 2000: 1.360.590 (IBGE);
- 2004: 1.416.363 (IBGE - stima).
- 2005: 1.428.696 (IBGE - stima).

### Religione
Secondo il censimento della popolazione del 2010, la popolazione di Porto Alegre è composta da cattolici (63,85%); Protestanti o evangelici (11,65%); spiritisti (7,03%); Umbanda e Candomblé (3,35%), atei (10,38%) e le persone di altre religioni (3,64%). 
La città è sede dell'arcidiocesi di Porto Alegre, istituita il 7 maggio 1848. A Porto Alegre si trova anche un tempio della Chiesa di Gesù Cristo dei santi degli ultimi giorni.

## Cultura

### Istruzione

#### Università
In città si trovano l'Università federale di scienza della salute di Porto Alegre, l'Università federale del Rio Grande do Sul, la Pontifícia Universidade Católica do Rio Grande do Sul, l'Unisinos e il Centro Universitário Ritter dos Reis.

#### Musei
- Fondazione Iberê Camargo
- Istituto di Scienze della terra dell'Università federale del Rio Grande do Sul
- Museo Júlio de Castilhos
- Museo di Scienze naturali da Fondazione Zoobotanica del Rio Grande do Sul
- PUCRS Museo di Scienze e Tecnologia
- Museo d'Arte del Rio Grande do Sul

### Teatri
Il teatro São Pedro, inaugurato nel 1858, è il principale della città.

## Geografia antropica

### Quartieri

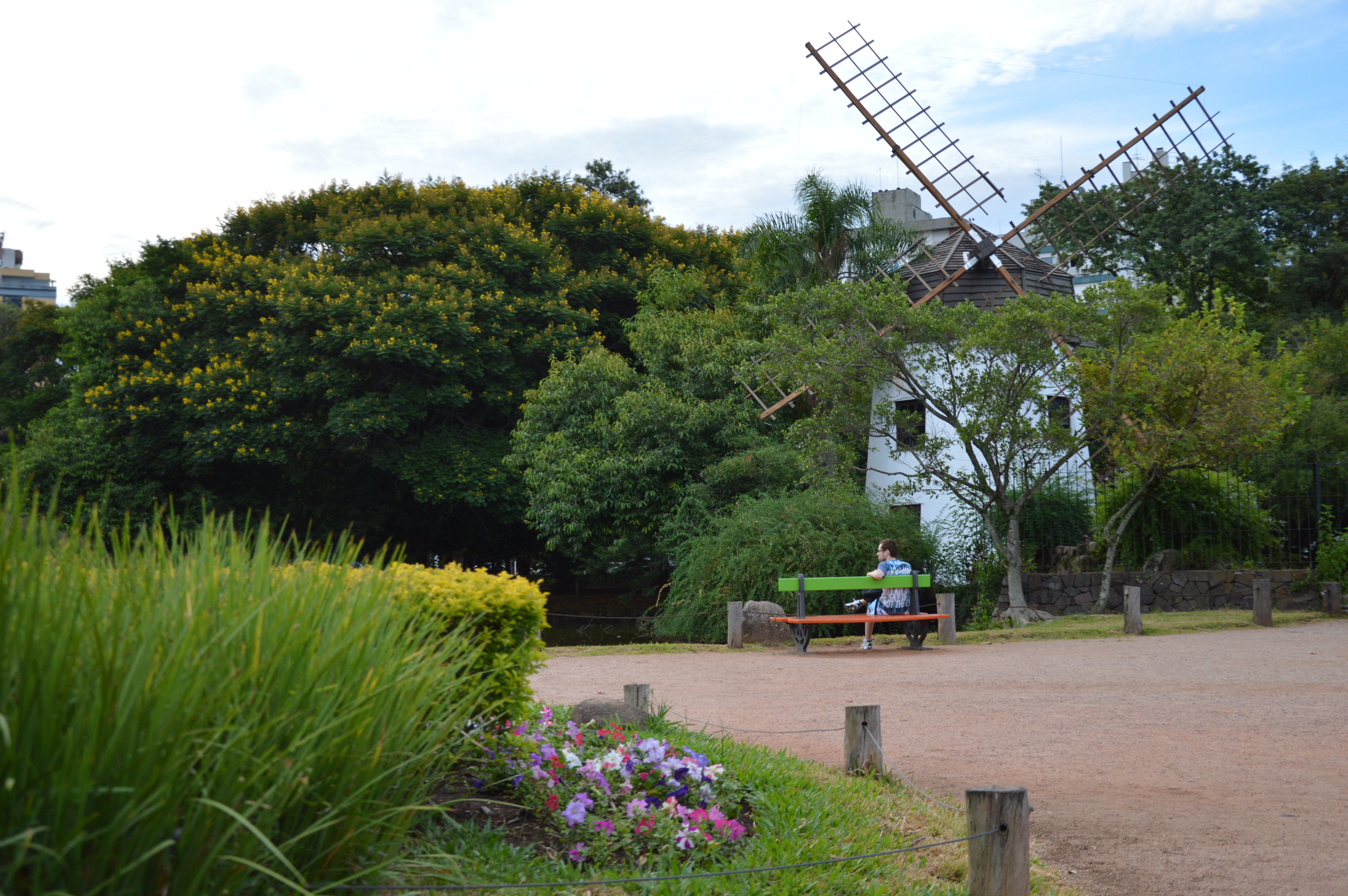
Parco dei mulini a vento

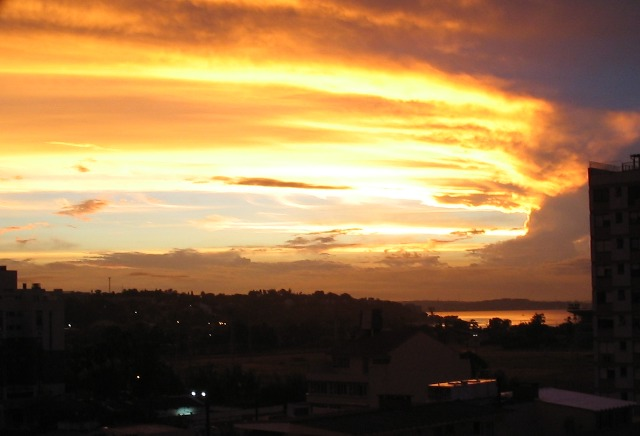
Tramonto su Porto Alegre

| - Aberta Morros - Agronomia - Anchieta - Arquipélago - Auxiliadora - Azenha - Bela Vista - Belém Novo - Belém Velho - Boa Vista - Bom Fim - Bom Jesus - Camaquã - Cascata - Cavalhada - Cel. Aparício Borges - Centro - Chácara das Pedras - Chapéu do Sol - Cidade Baixa - Cristal - Cristo Redentor | - Espírito Santo - Farrapos - Farroupilha - Floresta - Glória - Guarujá - Higienópolis - Hípica - Humaitá - Independência - Ipanema - Jardim Botânico - Jardim Carvalho - Jardim do Salso - Jardim Floresta - Jardim Inga - Jardim Itu-Sabará - Jardim Lindóia - Jardim Leopoldina - Jardim Planalto - Jardim São Pedro - Lami | - Lomba do Pinheiro - Marcílio Dias - Mário Quintana - Medianeira - Menino Deus - Moinhos de Vento - Mont' Serrat - Navegantes - Nonoai - Nova Gleba - Parque dos Mayas - Parque São Sebastião - Parque Santa Fé - Partenon - Passo d'Areia - Passo das Pedras - Pedra Redonda - Petrópolis - Ponta Grossa - Praia de Belas - Protásio Alves - Restinga - Rio Branco | - Rubem Berta - Santa Cecília - Santa Maria Goretti - Santa Tereza - Santana - Santo Antônio - São Geraldo - São João - São José - São Sebastião - Sarandi - Serraria - Teresópolis - Três Figueiras - Tristeza - Vila Assunção - Vila Conceição - Vila Ipiranga - Vila Jardim - Vila João Pessoa - Vila Nova |

## Infrastrutture e trasporti

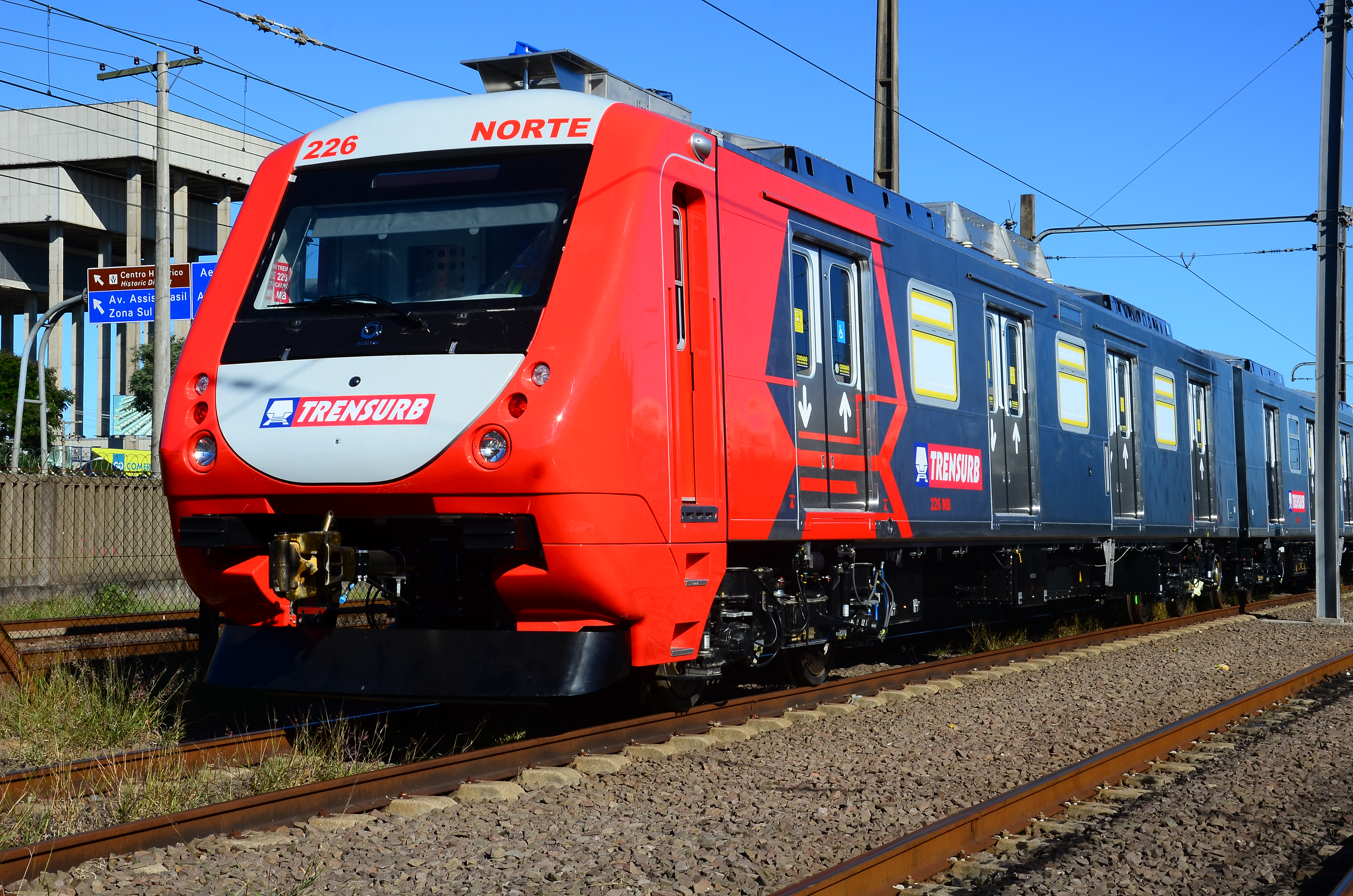
La metropolitana di Porto Alegre

### Metropolitana
Porto Alegre dispone di proprio sistema di trasporto metropolitano gestito da Trensurb, che collega il centro cittadino ai suoi quartieri settentrionali e alle città a nord dell'area metropolitana, come Canoas, Esteio, Sapucaia do Sul, São Leopoldo e Novo Hamburgo.

### Aeroporti

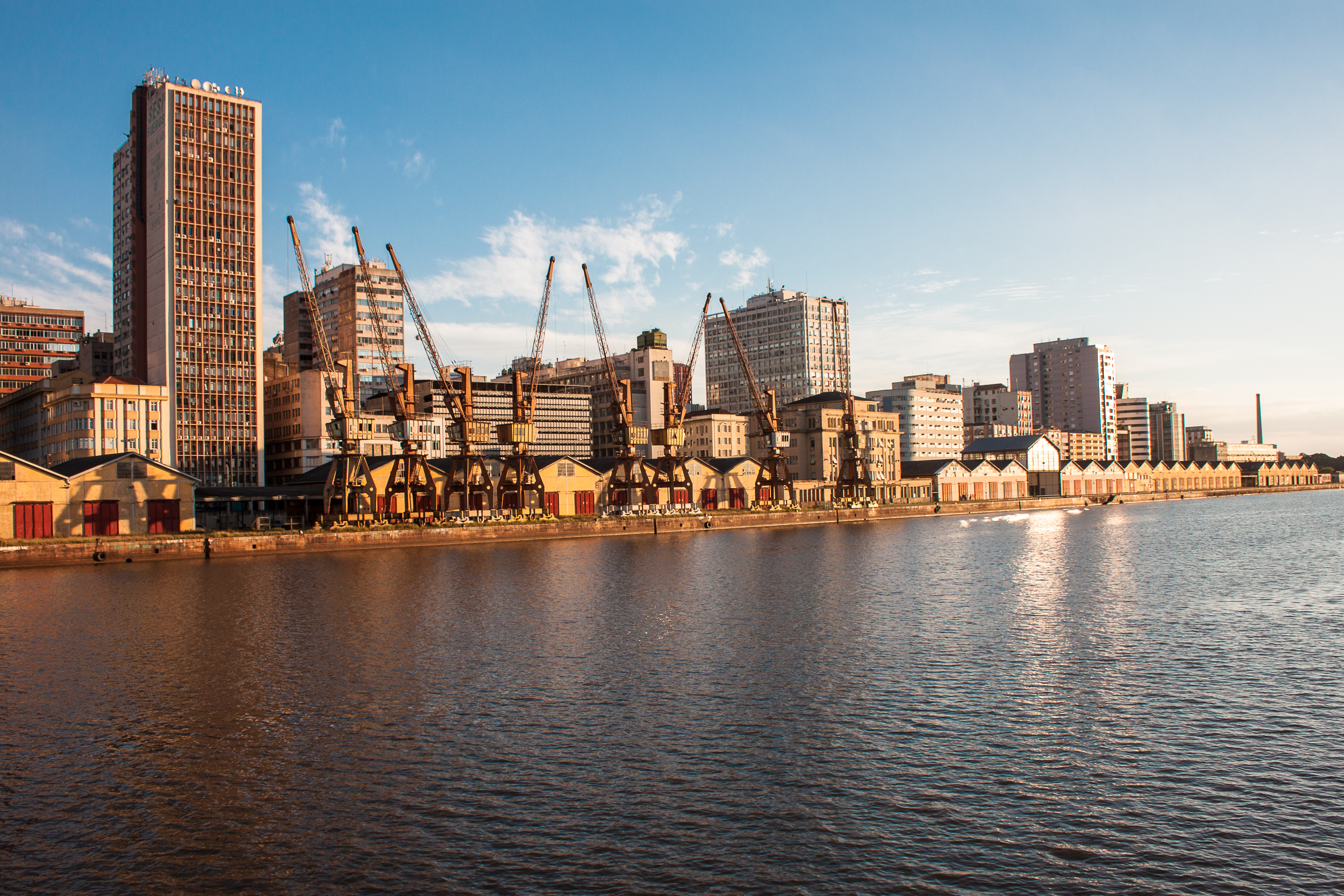
Veduta del porto di Porto Alegre

La città è servita dall'Aeroporto internazionale Salgado Filho che assicura i collegamenti con le principali città del Paese e con i centri minori del Brasile meridionale. Dallo scalo aereo partono anche alcuni voli internazionali.

### Porto
Il porto di Porto Alegre è situato nel margine orientale del lago Guaíba. Il porto che si trova sulla sponda orientale del lago Guaíba, nel punto in cui le sue acque sfociano nell'enorme Lagoa dos Patos, è uno dei porti più grandi del Brasile. La sua posizione geografica garantisce un traffico permanente tra Porto Alegre e Buenos Aires dei prodotti dell'industria siderurgica e dell'agricoltura regionale.

## Sport

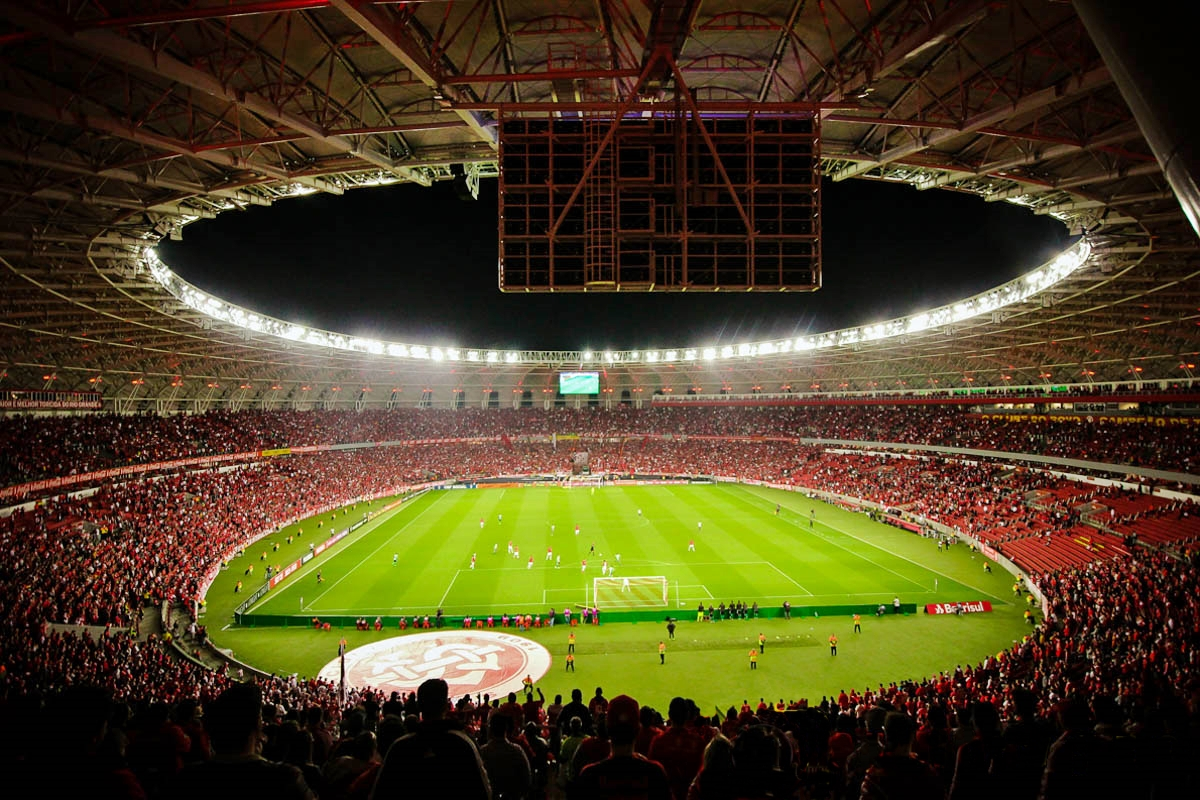
Lo stadio Beira-Rio, sede delle partite interne dell'Internacional.

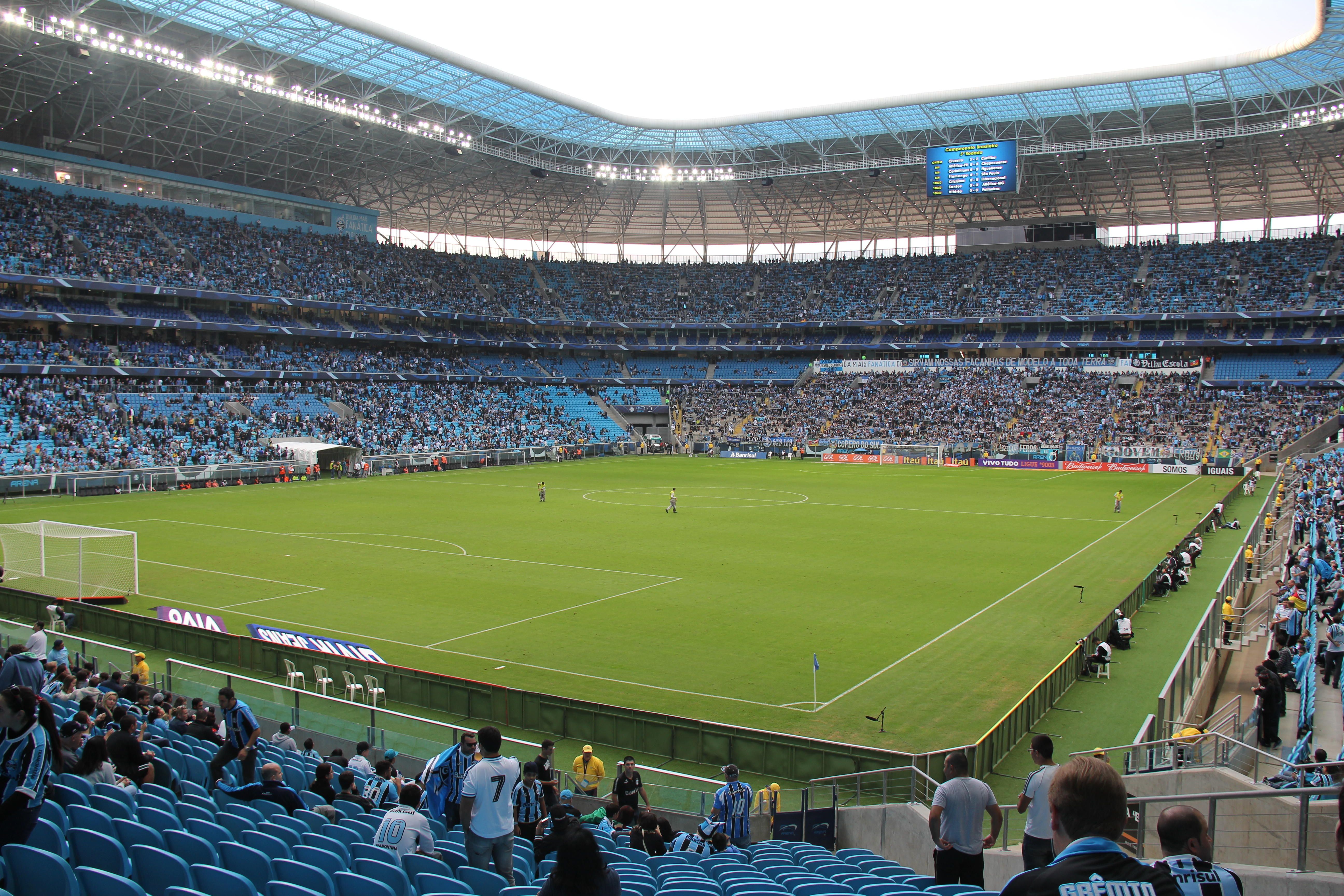
L'Arena do Grêmio, stadio del Grêmio.

Le due principali società calcistiche cittadine sono il Grêmio Foot-Ball Porto Alegrense, fondato nel 1903, e lo Sport Club Internacional, fondato nel 1909. Il Grêmio e l'Internacional giocano attualmente nella massima serie brasiliana, la Série A. Entrambe vantano un ricco palmarès, avendo vinto titoli nazionali e internazionali, tra cui la massima onorificenza sudamericana, la Copa Libertadores, e il più alto trofeo mondiale per club di calcio, la Coppa Intercontinentale, ora nota come Coppa del mondo per club FIFA. Altre società calcistiche locali sono l'Esporte Clube São José, squadra della Série C, che gioca nell'stadio Passo D'Areia nella zona nord della città, e l'Esporte Clube Cruzeiro, che dalla sua fondazione nel 1913 fino al 2019 ha giocato a Porto Alegre fino a quando sono trasferiti a Cachoeirinha.
Porto Alegre è stata una delle città ospitanti della Coppa del Mondo FIFA 2014. La modernizzazione dello stadio Beira-Rio, sede dell'SC Internacional e sede della Coppa del Mondo FIFA 2014 della città, ha aumentato la capacità dell'impianto a 56.000 spettatori. L'ex impianto casalingo dell'Internacional, lo stadio Ildo Meneghetti, ha ospitato la Coppa del Mondo FIFA del 1950. I rivali del Grêmio giocano nel proprio stadio nel quartiere di Humaitá. Lo stadio Arena do Grêmio ha sostituito l'Stadio olimpico Monumental nel 2012 e soddisfa gli standard CONMEBOL/FIFA. Lo stadio Arena do Grêmio ha una capacità di 60.540 spettatori.

## Amministrazione

### Gemellaggi
- Horta, dal 1982
- Kanazawa, dal 1967
- La Plata, dal 1982
- Morano Calabro, dal 1982
- Natal, dal 1992
- Newark, dal 2006
- Punta del Este, dal 1984
- Portalegre, dal 1982
- Ribeira Grande, dal 1982
- Rosario, dal 1994
- Suzhou, dal 2004